# Andrej Zubov
Andrej Borisovitj Zubov (ryska: Андрей Борисович Зубов), född 16 januari 1952 i Moskva, är en rysk historiker, religionsvetare och politolog. Han är doktor i historiska vetenskaper och var professor vid Moskvas statliga institut för internationella relationer (MGIMO). Zubov är känd för sin kritik mot Rysslands annektering av Krim 2014, vilket ledde till att han avskedades från MGIMO. Han är också en framstående offentlig person, kyrkoföreträdare och politisk aktivist.

## Biografi
Andrej Zubov föddes den 16 januari 1952 i Moskva. Han tog examen från Moskvas statliga institut för internationella relationer (MGIMO) 1973 och började därefter arbeta vid Institutet för orientaliska studier vid Sovjetunionens vetenskapsakademi. Under 1980-talet doktorerade han med en avhandling om parlamentariska traditioner i Thailand.
Mellan 1988 och 1994 undervisade Zubov i religionshistoria vid Moskvas teologiska akademi, där han utnämndes till docent 1990. Från 1994 till 2012 var han chef för avdelningen för religionsvetenskap vid fakulteten för filosofi och teologi vid Rysslands ortodoxa universitet. År 2001 började han vid MGIMO som professor vid filosofiska institutionen och ledde även universitetets centrum för kyrka och internationella relationer.
År 2014 avskedades Zubov från sitt arbete vid MGIMO efter att ha kritiserat Rysslands annektering av Krim. I en artikel i Vedomosti jämförde han annekteringen med Hitlers Anschluss av Österrike, vilket väckte stor uppmärksamhet. Efter en rättsprocess återinsattes han kort men lämnade senare universitetet.
År 2022 flyttade han till Tjeckien och började arbeta vid Masarykuniversitetet.
I februari 2023 listades Zubov av den ryssländska regeringen som "utländsk agent".

## Akademisk karriär
Zubov har undervisat vid flera prestigefyllda institutioner, bland annat:
- Moskvas teologiska akademi (1988–1994)
- Rysslands ortodoxa universitet (1994–2012)
- MGIMO (2001–2014)

Han är redaktör för flerbandsverket История России. XX век (Rysslands historia: 1900-talet), ett omfattande projekt med över 45 bidragsgivare, inklusive internationella experter som Richard Pipes och Vittorio Strada.

## Politisk verksamhet
Zubov har varit medlem av Partiet för folkets frihet och ställde upp i valet till Rysslands statsduma 2016, där han kom på tredje plats i sitt valdistrikt. Han har varit en stark förespråkare för demokratiska reformer i Ryssland och kritiker av Vladimir Putins regim. Under Rysslands invasion av Ukraina 2022 fördömde han starkt kriget och kallade det för ett "katastrofalt brott mot internationell rätt".

## Familj
Zubov är gift med Olga Zubova, en egyptolog, och de har fyra barn tillsammans: Xenia, Irina, Daria och Daniil. Hans far, Boris Nikolajevitj Zubov (1912–2007), var konteramiral och en framstående organisatör inom sovjetisk militär skeppsbyggnad.

## Publikationer

### Böcker
- История России. XX век (Rysslands historia: 1900-talet) – Ett omfattande verk redigerat av Zubov, publicerat i två volymer 2009.
- Религия Древнего Египта (Religion i det forntida Egypten) – En bok som utforskar de religiösa föreställningarna i det forntida Egypten, publicerad 2017.
- Политическое развитие таиландского общества в 1950–1970-е гг. (Det politiska utvecklingen i det thailändska samhället på 1950–1970-talen) – Zubovs kandidatuppsats, försvarad 1978.
- Историко-культурные закономерности адаптации парламентских институтов на Востоке (Historisk-kulturella mönster för anpassning av parlamentariska institutioner i öst) – Hans doktorsavhandling, försvarad 1989.
- История религий. Том 1: Внерелигиозные религии (Religionshistoria. Volym 1: Utomeuropeiska religioner) – Publicerad 2009.
- История религий. Том 2: Религии Европы и Америки (Religionshistoria. Volym 2: Religioner i Europa och Amerika) – Publicerad 2010.

### Artiklar och essäer
- Основы социальной концепции Русской православной церкви (Den ryska ortodoxa kyrkans sociala koncept) – Zubov var en av medförfattarna till detta dokument som beskriver kyrkans syn på sociala frågor.
- Церковь и государство: проблемы разделения и сотрудничества (Kyrkan och staten: problem med separation och samarbete) – En artikel där Zubov diskuterar relationen mellan kyrkan och staten i Ryssland.